# ENNIA
ENNIA Caribe (kortweg ENNIA) is een Antilliaanse verzekeringsmaatschappij die actief is in Aruba, Curaçao en Sint Maarten en Caribisch Nederland.

## Activiteiten
Het bedrijf heeft vestigingen op Aruba, Bonaire, Curaçao en Sint Maarten en is actief in schade-, levens- en zorgverzekeringen. Het bedrijf telt zo'n 200 medewerkers.
Onder ENNIA Caribe Holding NV vallen vijf operationele verzekeringsbedrijven:
- ENNIA Caribe Schade NV (Schadeverzekeringen)
- ENNIA Caribe Leven NV (Levensverzekeringen)
- ENNIA Caribe Zorg NV (Zorgverzekeringen)
- ENNIA Caribe Schade (Aruba) NV (Schadeverzekeringen) en
- ENNIA Caribe Leven (Aruba) NV (Levensverzekeringen).

## Geschiedenis
Het bedrijf is voortgekomen uit de Nederlandse Verzekeringsmaatschappij Eerste Nederlandsche / Nieuwe Eerste Nederlandsche (EN/NEN) en is sinds 1948 actief op de Antillen. Na de fusie in 1969 met NILLMIJ (Nederlandsch-Indische Levensverzekering- en Lijfrente-Maatschappij) werd de naam ENNIA. In 1983 werd gefuseerd met AGO Verzekeringen en ontstond AEGON. De naam ENNIA bleef op de Antillen gehandhaafd als ENNIA Caribe. 
ENNIA Caribe werd in 1998 overgenomen door Nuts OHRA, dat zelf een jaar later fuseerde en onder Delta Lloyd kwam. In 2002 nam ENNIA de in 1989 gestarte Antilliaanse activiteiten van De Amersfoortse over. In 2006 werd ENNIA Caribe overgenomen door de Parman Group van de Iraans-Amerikaanse zakenman Hushang Ansary. 

### In handen van Parman Group
In juni 2016 kwam ENNIA in opspraak nadat de financiële positie sterk verminderd was door organisatorische problemen en twee grote transacties met bedrijven van enig aandeelhouder Ansary. Door deze twee transacties, met een totale waarde van € 570 miljoen, bestaat driekwart van de balans van de levensverzekeraar uit beleggingen in andere bedrijven van Ansary. Dit is strijdig met de grote postenregeling, een goede spreiding moet verhinderen dat een verzekeraar afhankelijk is van één crediteur. Verder is deze manier van werken, volgens De Nederlandsche Bank (DNB), ook strijdig met voorschriften tegen belangenverstrengeling. Diverse klokkenluiders hebben vanaf 2010 de toezichthouders geïnformeerd over mogelijk onoorbare transacties, maar het duurde tot 2014 voordat de Nederlandse toezichthouder een onderzoek instelde. ENNIA staat onder toezicht van de DNB en de Centrale Bank van Curaçao en Sint Maarten (CBCS).
De relatie tussen politiek en zakenleven is nauw op Curacao, in het bijzonder voor ENNIA.
CBCS schatte begin 2019 het solvabiliteitstekort van ENNIA op meer dan US$ 800 miljoen. Reinald Curiel was CEO van ENNIA en hij was de enige bestuurder die kon aanblijven na medio 2018 toen de CBCS ingreep. De andere bestuursleden en commissarissen werden ontslagen. In juni 2020 werd ook Curiel ontslagen.
Op 29 november 2021 oordeelde de rechtbank in Curacao dat eigenaar Hushang Ansary ENNIA heeft uitgehold. Hij dient ruim 1 miljard Antilliaanse guldens, circa € 500 miljoen, als schadevergoeding te betalen. De rechter oordeelde dat ENNIA niet in het belang van de polishouders handelde en niet heeft voldaan aan de bijzondere zorgplicht die geldt voor bestuurders en toezichthouders van een (levens)verzekeraar. Verder hebben ze onvoldoende gereageerd op kritische observaties vanuit de eigen organisatie en herhaalde waarschuwingen en aansporingen van CBCS.
Omdat de eigenaar in hoger beroep is gegaan en niets heeft betaald besluit het demissionair kabinet Rutte IV in een Kamerbrief van 25 augustus 2023 € 600 miljoen uit te trekken als steun. Anders zouden de pensioenen op de Antillen met 80% moeten worden gekort. De financiële steun maakt een doorstart van de verzekeraar mogelijk en wordt verstrekt in de vorm van een lening, met een variabel rentepercentage. Het College Financieel Toezicht (CFT), een financiële toezichthouder voor de voormalige Antillen, wijst de lening af. Volgens de CFT zijn er in de wet afspraken vastgelegd om te voorkomen dat er een onhoudbare schuldpositie zal ontstaan. Met deze lening nemen de overheidsschuld en de rentelasten toe waarmee een - in potentie - onhoudbare financiële situatie ontstaat voor de ontvangende landen.
Op 12 september 2023 gaf Het Gemeenschappelijk Hof van Justitie in Curaçao een tussenvonnis.